# بازده تبدیل انرژی

انرژی خروجی همیشه کوچکتر از انرژی ورودی‌ست.

بازده تبدیل انرژی نسبت انرژی مفید خروجی به انرژی ورودی یک ماشین است.
{\displaystyle \eta ={\frac {P_{\mathrm {out} }}{P_{\mathrm {in} }}}}
انرژی خروجی می‌تواند به صورت انرژی الکتریکی، انرژی مکانیکی، کار یا گرما باشد. نکته مهم در محاسبه بازدهی تبدیل، مقدار مفید (و نه کل) انرژی خروجی‌ست که علاوه بر بازدهی، میزان مؤثر بودن چرخه ترمودینامیکی را نیز بیان‌می‌کند.